# Melanorivulus
Melanorivulus là một chi cá trong họ Rivulidae.

## Các loài
Hiện hành ghi nhận các loài cá sau trong chi này:
- Melanorivulus apiamici W. J. E. M. Costa, 1989
- Melanorivulus bororo W. J. E. M. Costa, 2008
- Melanorivulus crixas W. J. E. M. Costa, 2007
- Melanorivulus cyanopterus W. J. E. M. Costa, 2005
- Melanorivulus dapazi W. J. E. M. Costa, 2005
- Melanorivulus decoratus W. J. E. M. Costa, 1989
- Melanorivulus egens W. J. E. M. Costa, 2005
- Melanorivulus faucireticulatus W. J. E. M. Costa, 2008
- Melanorivulus giarettai W. J. E. M. Costa, 2008
- Melanorivulus illuminatus W. J. E. M. Costa, 2007
- Melanorivulus jalapensis W. J. E. M. Costa, 2010
- Melanorivulus javahe W. J. E. M. Costa, 2007
- Melanorivulus karaja W. J. E. M. Costa, 2007
- Melanorivulus kayabi W. J. E. M. Costa, 2008
- Melanorivulus kayapo W. J. E. M. Costa, 2006
- Melanorivulus kunzei W. J. E. M. Costa, 2012 [1]
- Melanorivulus leali W. J. E. M. Costa, 2013 [2]
- Melanorivulus litteratus W. J. E. M. Costa, 2005
- Melanorivulus megaroni W. J. E. M. Costa, 2010
- Melanorivulus modestus W. J. E. M. Costa, 1991
- Melanorivulus paracatuensis W. J. E. M. Costa, 2003
- Melanorivulus paresi W. J. E. M. Costa, 2008
- Melanorivulus parnaibensis W. J. E. M. Costa, 2003
- Melanorivulus pictus W. J. E. M. Costa, 1989
- Melanorivulus pindorama W. J. E. M. Costa, 2012 [3]
- Melanorivulus pinima W. J. E. M. Costa, 1989
- Melanorivulus planaltinus W. J. E. M. Costa & G. C. Brasil, 2008
- Melanorivulus punctatus Boulenger, 1895
- Melanorivulus rossoi W. J. E. M. Costa, 2005
- Melanorivulus rubromarginatus W. J. E. M. Costa, 2007
- Melanorivulus rubroreticulatus W. J. E. M. Costa, Amorim & Bragança, 2014 [4]
- Melanorivulus rutilicaudus W. J. E. M. Costa, 2005
- Melanorivulus salmonicaudus W. J. E. M. Costa, 2007
- Melanorivulus scalaris W. J. E. M. Costa, 2005
- Melanorivulus schuncki W. J. E. M. Costa & De Luca, 2011
- Melanorivulus ubirajarai W. J. E. M. Costa, 2012 [1]
- Melanorivulus violaceus W. J. E. M. Costa, 1991
- Melanorivulus vittatus W. J. E. M. Costa, 1989
- Melanorivulus zygonectes G. S. Myers, 1927